# Ocozocoautla de Espinosa (kommun)
Ocozocoautla de Espinosa är en kommun i Mexiko.   Den ligger i delstaten Chiapas, i den sydöstra delen av landet, 700 km öster om huvudstaden Mexico City.
Följande samhällen finns i Ocozocoautla de Espinosa:
- Ocozocoautla de Espinosa
- Ignacio Zaragoza
- La Independencia
- Hermenegildo Galeana
- Alfonso Moguel
- Villahermosa
- Las Pimientas
- Nuevo Mezcalapa
- Juan de Grijalva
- Ach'Lum Tierra Nueva
- Nuevo San Juan Chamula
- Piedra Parada
- Alfredo V. Bonfil
- Ciudad Bonampak
- Absalón Castellanos Domínguez
- Armando Zebadúa
- Nicolás Bravo
- Pluma de Oro
- José María Morelos y Pavón
- Álvaro Obregón
- Velasco Suárez Uno
- Salvador Urbina
- Francisco I. Madero
- Veinte Casas
- Unión Zaragoza
- La Naranja
- San Andrés
- Linda Vista
- El Aguacero
- José López Portillo
- La Lucha
- José Castillo Tielmans
- Nuevo Simojovel
- Benito Juárez
- Lázaro Cárdenas
- Las Flores
- El Horizonte
- Emiliano Zapata Dos
- San José
- Ojo de Agua
- La Libertad
- La Candelaria
- Nuevo San Antonio
- San Isidro Carrizal
- Salina Cruz
- San Antonio Texas
- El Sacrificio
- La Clínica
- Emiliano Zapata Uno
- Nuevo Santa Fe
- Santa Isabel
- Nuevo Jalapa
- San Antonio el Bajío
- El Banco de Arena
- La Esperanza
- Nuevo Jerusalén
- El Guapinolito
- El Bálsamo
- La Esperanza
- El Tzu-Tzu
- San Antonio Magueyal
- Juan de Grijalva Dos
- El Jardín